# Marmorosphax taom
Espèce
Statut de conservation UICN

 CR B1ab(i,ii,iii,v)+2ab(i,ii,iii,v) : 
En danger critique
Marmorosphax taom est une espèce de sauriens de la famille des Scincidae.

## Répartition
Cette espèce est endémique de la Province Nord en Nouvelle-Calédonie. Elle se rencontre entre 900 et 1 100 m d'altitude.

## Description
C'est un saurien vivipare.

## Étymologie
Cette espèce est nommée en référence au lieu de sa découverte : le mont Taom.

## Publication originale
- Sadlier, Smith, Bauer & Whitaker, 2009 : Three new species of skink in the genus Marmorosphax Sadlier (Squamata: Scincidae) from New Caledonia. Mémoires du Muséum national d’Histoire naturelle, Zoologia Neocaledonica 6, vol. 198, p. 373-390.